# A Dél-afrikai Köztársaság himnusza
A Dél-afrikai Köztársaság nemzeti himnusza a Nkosi sikelel' iAfrika kezdetű xhosza, zulu, szotó, afrikaans és angol nyelvű dal. A himnusz jelenlegi változata 1997-ben lett hivatalos. A dal a Nkosi sikelel' iAfrika kezdetű vallásos-hazafias ének és a Die Stem van Suid-Afrika című himnusz lerövidített és kombinált változata. A nemzeti himnusz különböző részei más-más nyelven vannak, tükrözve ezzel az ország többnyelvűségét. A himnusz első része azonos a zambiai és a tanzániai himnusz dallamával, a második része különbözik.
- Dél-Afrika himnusza

Nem tudod lejátszani a fájlt?

## Szövege
| Nyelv     | Szöveg | Magyar fordítás |
| --------- | --- | --- |
| xhosza    | Nkosi sikelel' iAfrika Maluphakanyisw' uphondo lwayo,                                                                                                 | Isten, áldd meg Afrikát Magasztald föl dicsőségét |
| zulu      | Yizwa imithandazo yethu, Nkosi sikelela, thina lusapho lwayo.                                                                                         | Halld meg imánkat Áldj meg minket, gyermekeit |
| szotó     | Morena boloka setjhaba sa heso, O fedise dintwa le matshwenyeho, O se boloke, O se boloke setjhaba sa heso, Setjhaba sa, South Afrika — South Afrika. | Kérünk, Isten, védd meg nemzetünket Vess véget minden viszálynak köztünk Védj meg minket, védd meg nemzetünket, Hazánkat, Dél-Afrikát – Dél-Afrikát. |
| afrikaans | Uit die blou van onse hemel, Uit die diepte van ons see, Oor ons ewige gebergtes, Waar die kranse antwoord gee,                                       | Az ég kékjéből, Tengerünk mélyéről, Örök hegyeink fölött, Visszhangozzák az ormok                                                                    |
| angol     | Sounds the call to come together, And united we shall stand, Let us live and strive for freedom In South Africa our land.                             | A hívó szót, hogy egyesüljünk És egységben, Szabadságban éljünk Hazánkban, Dél-Afrikában.                                                            |

## Története
A Nkosi Sikelel' iAfrika kezdetű vallásos éneket Enoch Sontonga metodista misszionárius írta 1897-ben. Az első versszak eredetileg xhosza nyelven íródott. Később Samuel Mqhayi még hét xhosza nyelvű versszakot írt, Moses Mphahlele pedig egy szotó nyelvű változatot jelentetett meg 1942-ben. A dal idővel közismert templomi himnusszá vált, amit aztán az apartheid elleni küzdelem éveiben politikai gyűléseken énekeltek a fajvédő rendszer ellenfelei.
Az apartheid-korszakban Dél-Afrika himnusza a Die Stem van Suid-Afrika (Dél-Afrika hívó szava) című afrikaans nyelvű dal (illetve ennek angol változata, a The Call of South Africa) volt. Ennek szövegét Cornelis Jacobus Langenhoven írta 1918-ban, és Marthinus Lourens de Villiers zenésítette meg 1921-ben. A dal 1957-ben lett hivatalosan Dél-Afrika himnusza (addig a brit himnusz volt használatban).
Az 1990-es évek elején lezajlott rendszerváltás során az a megállapodás született, hogy az országnak két himnusza lesz: a Die Stem és a Nkosi Sikelel' iAfrika, és ezt 1993-ban törvény is rögzítette. Ez a gyakorlat azonban nehézkes volt, ezért 1997-ben bevezették a jelenlegi, a két dal lerövidített változatát kombináló, ötnyelvű himnuszt.